# Schmidgaden
Schmidgaden é um município da Alemanha, situado no distrito de Schwandorf, no estado da Baviera. Tem 41,23 km² de área, e sua população em 2019 foi estimada em 2.948 habitantes.